# Marwar
Marwar é uma região do estado sudoeste de Rajasthan no noroeste da Índia. Encontra-se em parte no deserto de Thar. Na língua de Rajasthani, "maço" significa uma área particular. A palavra Marwar é derivado da palavra sânscrita 'Maruwat'. A palavra traduzida em português é "a região do deserto."